# 1984年ロサンゼルスオリンピックのスウェーデン選手団
1984年ロサンゼルスオリンピックのスウェーデン選手団（1984ねんロサンゼルスオリンピックのスウェーデンせんしゅだん）は、1984年7月28日から8月12日にかけてアメリカ合衆国のロサンゼルスで開催された1984年ロサンゼルスオリンピックのスウェーデン選手団、およびその競技結果。

## 概要
今大会は金メダル2個、銀メダル11個、銅メダル6個の合計19個のメダルを獲得した。

## メダル
| メダル | 選手名                                                                        | 競技 | 種目                   |
| ------ | ----------------------------------------------------------------------------- | ---- | ---------------------- |
| 銀     | ボー・グスタフソン                                                            | 陸上 | 男子50km競歩           |
| 銀     | パトリック・ショーベリ                                                        | 陸上 | 男子走高跳             |
| 銅     | ケント・エルデブリンク                                                        | 陸上 | 男子やり投             |
| 銅     | ペル・ヨハンソン                                                              | 競泳 | 男子100m自由形         |
| 銅     | トーマス・レイドストローム ベングト・バロン ミーケル・オルン ペル・ヨハンソン | 競泳 | 男子4×100m自由形リレー |